# Pulau Panaitan
Pulau Panaitan är en ö i Indonesien.   Den ligger i provinsen Banten, i den västra delen av landet, 190 km väster om huvudstaden Jakarta. Arean är 124 kvadratkilometer.
Terrängen på Pulau Panaitan är platt. Öns högsta punkt är 309 meter över havet. Den sträcker sig 17,7 kilometer i nord-sydlig riktning, och 18,5 kilometer i öst-västlig riktning.  I omgivningarna runt Pulau Panaitan växer i huvudsak städsegrön lövskog.